# Il direttore di notte
Il direttore di notte (titolo originale The Night Manager), è un romanzo di John le Carré del 1993.
Nel romanzo  ricompare Harry Palfrey (funzionario del British Secret Intelligence Service, già apparso in La casa Russia).

## Trama
L'ex militare ed agente segreto Jonathan Pine lavora come direttore d'albergo dopo lasciato il servizio attivo nel corrotto ambiente dei servizi segreti.
R.O. Roper da decenni gestisce, sotto una patina di rispettabilità e fascino, una spietata organizzazione criminale.
La misconosciuta organizzazione di intelligence che ha reclutato Jonathan Pine, gli fornisce una falsa identità da malavitoso fuggiasco e lo introduce nel mondo dello spietato Roper che arriva a fidarsi di lui ed a farlo entrare nel suo ambiguo e favoloso entourage. 

## Opere derivate
Il romanzo è alla base della serie televisiva The Night Manager, presentata nel 2016 e diretta da Susanne Bier su adattamento di David Farr.

## Edizioni
- Il direttore di notte, Collana Omnibus, Milano, Mondadori, 1994, ISBN 978-88-043-7884-6.
- Il direttore di notte, Collana Oscar bestsellers n.701, Milano, Mondadori, 1996, ISBN 978-88-044-1330-1.